# ميخائيل وولف
ميخائيل وولف (بالألمانية: Michael Wolf)‏ هو لاعب هوكي الجليد ألماني، ولد في 24 يناير 1981 في Ehenbichl ‏ في النمسا.

## وصلات خارجية
- ميخائيل وولف على موقع EliteProspects.com (الإنجليزية)
- ميخائيل وولف على موقع Eurohockey.com (الإنجليزية)
- ميخائيل وولف على موقع HockeyDB.com (الإنجليزية)
- ميخائيل وولف على موقع أوليمبيديا (الإنجليزية)